# Fèliks Sòbolev
Fèliks Mikhàilovitx Sòbolev (1931–1984) va ser un documentalista soviètic-ucraïnès i fundador i líder de l'Escola de Cinema Científic de Kíev. Va rebre nombrosos honors per les seues obres, incloent l'Artista Honorat de l'RSS ucraïnesa, el Premi MV Lomonóssov de l'Acadèmia de Ciències de la Unió Soviètica i el Premi Estatal de l'URSS.

## Biografia
Fèliks Sòbolev va nàixer el 25 de juliol de 1931 a Kharkiv (Ucraïna), fill d'un treballador. Es va matricular a la Universitat Nacional de Teatre, Cinema i Televisió de Kíev I. K. Karpenko-Kary i es va graduar del programa d'interpretació el 1953 i del programa de direcció el 1959.
El 1959, Sòbolev va començar treballar per Kievnauchfilm, un estudi estatal de cinsema de Kyiv. El 1973, esdevé director artístic de l'estudi de cinema científic a la seua alma mater.
Va ser membre de la Unió de Cinematògrafs de la URSS des de 1956. Sòbolev va morir el 20 d'abril de 1984 a Kyiv. Va ser enterrat al cementiri de Berkivtsi.

## Influència
A mitjan dels anys seixanta, Sòbolev va revolucionar el concepte de cinematografia de divulgació científica. Les pel·lícules El llenguatge dels animals (1967), Els animals pensen (1969) i Set passos cap a l'horitzó (1968) van ser àmpliament populars, esgotant entrades. La seua tècnica d'experiment en el marc va convertir el membre del públic en testimoni dels experiments proposats pels científics. Cap als anys setanta, segons el seu alumne Alexander Rodnyansky, Sòbolev es va desil·lusionar amb les ciències físiques i va començar a fer pel·lícules sobre psicologia. Radical per al seu temps, la pel·lícula de 1971 Jo i els altres va fer que el públic formara part d’un experiment sobre comportament conformal i pressió de grup.
La direcció de la seua obra va canviar amb el curtmetratge Biosfera! Biosfera!, un assaig cinematogràfic sobre el món i el lloc d'una persona en ell. Sòbolev també va influir en una generació d'estudiants de l'Institut d'Arts del Teatre i de joves directors de Kievnauchfilm, on era el líder indiscutible. Entre ells s'hi troben Rodnyansky, Anatoly Borsyuk, Victor Olender, Yosif Pasternak.
A Cinema Art, Sergey Trimbach escriu que Sòbolev va ser al centre d’un dels dos grans moviments cinematogràfics a Kíev dels anys seixanta i setanta. L'altre cercle, el del cinema poètic, estava dirigit pel cineasta armeni Serguei Paradjànov, que va ser censurat perquè el seu estil cinematogràfic s'oposava als principis soviètics. En canvi, Sòbolev va continuar la tradició de la intel·lectualitat russa, creient en el potencial infinit de les capacitats humanes, com en la seva pel·lícula Atreveix-te, tens talent, de 1978. Tot i això, no tenia cap motivació política. Sòbolev va entrar en conflicte amb el comitè del partit per Kyiv Symphony (1982), l'última pel·lícula que va completar, que es va reeditar set vegades per satisfer les demandes polítiques i va deixar Sòbolev enfadat i amb una reputació malmesa.
La fundació benèfica Kievnauchfilm rep el nom de Sòbolev. L'asteroide 5940 Feliksobolev, descobert el 1981, va rebre el seu nom.
Sòbolev és el tema de la sèrie documental de nou parts del 1998, Feliks Sòbolev, Missió interrompuda (ucraïnès «Фелікс Соболев. Увірвана місія») del seu estudiant i company Olender, així com d'una pel·lícula del 2012, Gent nativa, de Yulia Rudenko.